# Интернет в Колумбии
Интернет в Колумбии широко распространён, по состоянию на июнь 2012 года в стране было более 16 миллионов пользователей Интернета, что составляет 36,5 % от численности населения. По абсолютному числу Интернет-пользователей в июне 2012 года Колумбия находилась на 25-м месте в мире, и на 2 месте среди стран Латинской Америки после Бразилии. Темп роста числа Интернет-пользователей в Колумбии — самый высокий в Латинской Америке.
Национальный домен верхнего уровня — .co.

## История
Первое интернет-соединение было установлено в Колумбии в 1988 году в локальной сети Университета Анд в Боготе, а в 1994 году этот университет совместно с пулом других университетов стал первым Интернет-провайдером в стране. 4 июня 1994 года из Флориды (США) через спутник был отправлен сигнал в Боготу, он был принят станцией спутниковой связи на холме Серро-де-Суба и оттуда перенаправлен на самое высокое здание Боготы Torre Colpatria и к кампусу Университета Анд.
Широкополосный доступ в Интернет доступен в Колумбии с 1997 года, пионерами в широкополосного доступа были Университет Анд и оператор кабельного телевидения Cable S.A (Богота, Колумбия).
С 1997 по 2001 год широкополосный доступ в Интернет из-за дороговизны был доступен только в нескольких элитных районах Боготы и Букараманги — 6-го по численности населения города страны. В 2001 году в Колумбии появился доступ к Интернету по технологии ADSL. Исторически сложилось, что в Боготе и Букараманге доступ в Интернет осуществлялся через операторов кабельного телевидения и ADSL-операторов, в то время как в Медельине, Кали, Барранкилье и Картахене (2—5-й по численности населения города Колумбии) доступ есть только через ADSL-операторов, из-за чего тарифы на Интернет в этих городах выше, чем в Боготе или Букараманге.
В Колумбии есть три национальных ADSL и WiMAX — провайдера, которые занимают монопольные позиции в каждом городе, за исключением Боготы. Во всех городах Колумбии с населением менее одного миллиона жителей, широкополосный ADSL — доступ предоставляет только компания Colombia-Telecom (50 % её акций принадлежит колумбийскому правительству и 50 % — испанской компании Telefonica). Из-за монополизма Colombia-Telecom уровень цен за пользование Интернетом остается высоким.

## Интернет-провайдеры

### Общенациональные
- Telecom/Telefónica
- Empresa de Telecomunicaciones de Bogotá («ETB»)
- Empresas Públicas de Medellín («EPM», 100 % принадлежит городу Медельин)
- Coldecon
- Telmex Colombia S.A.

### Региональные
- TV Cable SA
- CableCentro
- Cable Union de Occidente
- TV Cable Promision SA (никак не связан с TV Cable SA)
- Dinanet
- Telecom Occidente.

## Цензура Интернета
Законодательство Колумбии требует от Интернет-провайдеров осуществлять контроль за контентом и обо всех незаконных действиях сообщать властям. Кампания «Здоровый интернет» (исп. Internet Sano) призывает знакомить общественность с «приличными» способами использования Интернета, равно как и штрафовать за нарушения. В рамках этой программы был заблокирован доступ к некоторым веб-сайтам. включая ряд сайтов «для взрослых», не содержавших детской порнографии. Детская порнография в Колумбии запрещена законом.
В Колумбии формально нет ограничений на доступ к Интернету со стороны властей, нет заслуживающих доверия сообщений о том, что правительство контролирует переписку по e-mail или общение в интернет-чатах. Тем не менее, колумбийские журналисты, затрагивающие такие темы как коррупция, незаконный оборот наркотиков, нередко сталкиваются с различными нарушениями свободы слова, вплоть до запугивания и физического насилия. Из-за угроз от местных наркокартелей многие журналисты прибегают к самоцензуре.
В декабре 2009 года интернет-пользователь Николас Кастро за угрозы через Интернет в адрес сыновей бывшего президента Альваро Урибе получил тюремный срок.